# Свети Антоний Нови (Бер)
„Свети Антоний Нови“ (на гръцки: Ἁγίου Ἀντωνίου τοῦ Νέου) е възрожденска православна църква в южномакедонския град Бер (Верия), Егейска Македония, Гърция.

## История
В 1860 година при пожар изгаря храмът „Света Богородица Камариотиса“ и през юли митрополит Теоклит Берски и Негушки започва изграждането на храм, посветен на покровителя на Бер Свети Антоний Нови. На 4 февруари 1898 година и тази църква изгаря при пожар. Храмът е възстановен с ктиторството на Евдоксия Малакусти. Дело е на големия гръцки архитект Ксенофон Пеонидис. Осветен е на 12 септември 1904 година от митрополит Константий Берски и Негушки. Представлява трикорабна базилика с притвор и трем. По-късно от запад са пристроени две големи кули.
В църквата работят резби (не по иконостаса) Нестор Алексиев и Лазар Алексиев.